# Ptecticus mesoxanthus
Ptecticus mesoxanthus är en tvåvingeart som beskrevs av Grunberg 1915. Ptecticus mesoxanthus ingår i släktet Ptecticus och familjen vapenflugor. Inga underarter finns listade i Catalogue of Life.